# ナノブロック

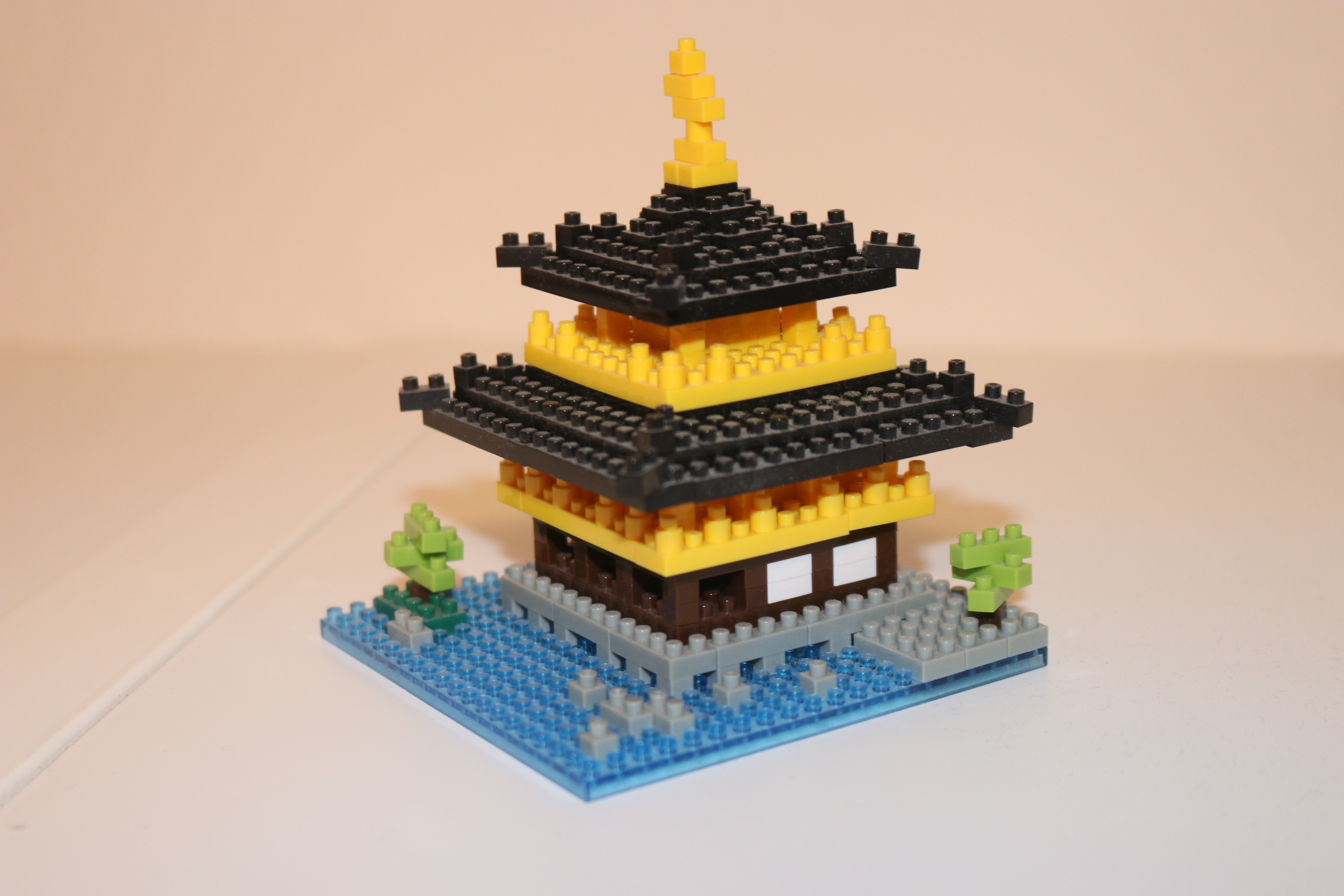
ナノブロックで作られた金閣寺

ナノブロック（nanoblock）は、2008年10月から発売されている、カワダ製のブロック玩具である。

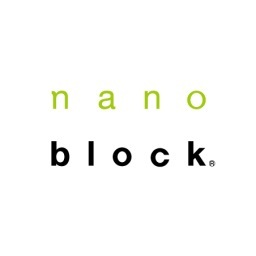

## 概要

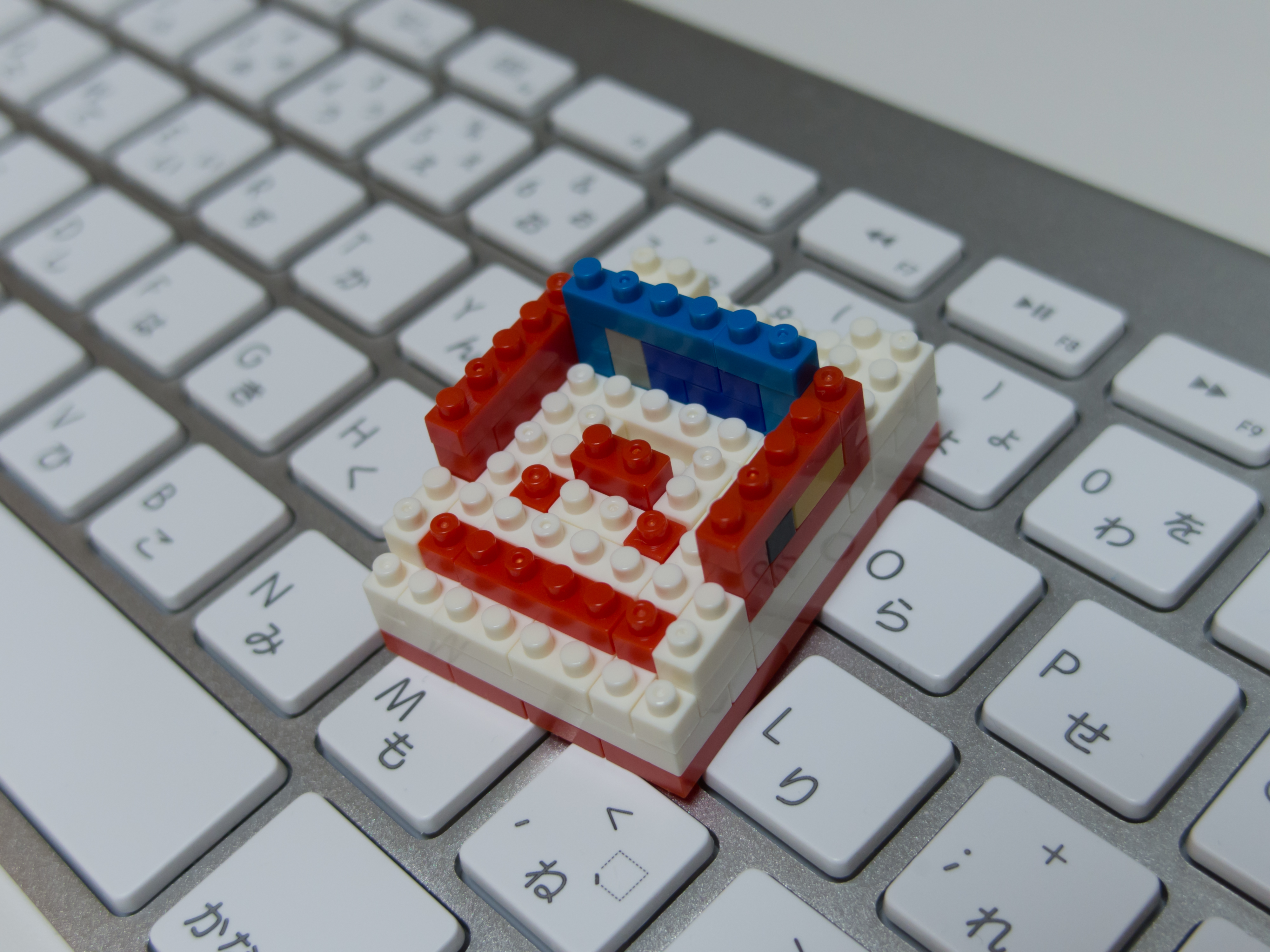
パソコンのキーボードとのサイズ比較

ABS樹脂 のプラスチックブロック。最小の部品は4×4×5mmであり、「世界最小級ブロック」としている。同社の製品であるダイヤブロックの半分（体積比では1/8）のサイズでありながら、ダイヤブロックと同じ二重バネ構造を持つ。このサイズによって、パーツ数が同じでもより小さく、大きさが同じでもよりリアルにブロックを組み立てることが可能である。また、一般流通製品のパッケージには、ブロックのポッチの数で難易度（1〜8）が示されているのも特徴である。海外展開もされている。
なお、関連商品としてナノブロックプラス(nanoblock+)がある。ただしnanoblockとの互換性はない。

### パーツ
パーツの種類は、同じブロック玩具であるダイヤブロックやレゴに比べて少なく、よりシンプルなものである。以下は基本となるパーツの名称である。
- 1/2A

大きさは2×4ポッチ。ナノブロックの基本部品。
- 1/2A2

大きさは2×8ポッチ。骨組みに使うと作品を作りやすくなる。
- 1/2B

大きさは2×2ポッチ。作品作りのあらゆる場面で使える。
- 1/2C

大きさは1×2ポッチ。細かい部分を表現するのに最適な部品。
- 1/2D

大きさは1×4ポッチ。壁や羽などの平らな部分や、生き物の足などを表現するのに最適な部品。
- 1/2E

大きさは1×1ポッチ。ナノブロックの最小部品。柱や細かい部分の穴埋めに使える。
- 1/2F

大きさは1×1ポッチ。ナノブロックの最小部品。1/2Eと違い丸みを持っている。
- 1×2L
- 1/2P1010

大きさは10×10ポッチ。ミニコレクションシリーズに付属する展示用プレート。初期製品に使われていた二重バネ構造がないタイプと、最新製品に使われる二重バネ構造があるタイプの二つがある。
- 1/2P2020

大きさは20×20ポッチ。情景コレクションシリーズに付属する展示用プレート。ナノブロック最大のパーツ。
- 1/2BO-1

大きさは1×2ポッチ。凸型になっているパーツ。
- 1/2BO-3

大きさは1×3ポッチ。壁や羽などの平らな部分や、生き物の足などを表現するのに最適な部品。
- JO-C

作品に動きをつけることのできる可動パーツ。JO-Dの受けとして使用する。
- JO-D

作品に動きをつけることのできる可動パーツ。球体部をJO-Cと組み合わせて使用する。
- 1×2JA
- 1×2JB

## 製品(国内、通常・限定生産品)

### ベーシックシリーズ
数色・数種類のパーツまたはアクセサリーが同梱されている基本セット。

### ミニコレクションシリーズ
動物や楽器などをモデルにしたコレクションアイテム。展示用プレート(1/2P1010)が付属する。
- 2009年5月01日 …発売開始。
- 2012年6月30日 …キャラクターコレクションシリーズ(NBCC-)が発売開始。
- 2012年7月13日 …昆虫シリーズ(IST-)、スポーツシリーズ(NBCB-)が発売開始。
- 2013年10月25日 …ポケモンシリーズ(NBPM-)が発売開始。
- 2017年8月…ミニアニマルシリーズ(NBS-)が発売開始。
- 2019年…キャラナノシリーズ(CN-)が発売開始。

### 情景コレクションシリーズ
「机の上で世界旅行」をコンセプトに、世界中の主要観光名所をnanoblockで再現できるシリーズ。展示用プレート(1/2P2020)が付属する。なお、下記のリストには、前述のコンセプトにはあてはまらないが、品番（NBH-）を共有する製品も合わせて記載する。
- 2014年6月28日 …魂ネイションシリーズ(NBTN-)が発売開始。
- 2014年10月31日 …住人（ナノイド）シリーズ(NBI-)が発売開始。

### リアルホビーシリーズ
リアルなスケールで作品作りができるシリーズ。一部製品はプラモデルメーカーの監修を受けている。

### mamelog （マメログ）
大きく分けて、1/2Aと1/2Bの単色部品が瓶詰めされた単色シリーズと、人形が付属するガールズギフトシリーズの2種類ある。

### nanoGauge （ナノゲージ）
nanoblockで組み立てる鉄道模型システム。Nゲージの線路やコントローラーと互換性がある。鉄道車両のより細かい再現のために、ポッチのないフラットな新パーツを採用。

## 製品(国内、限定販売品・非売品)

### ダイヤブロック・ファクトリー限定販売品
ダイヤブロック公式通販サイト、ダイヤブロック・ファクトリー限定の商品。戦国武将シリーズが展開されている。

### 東京ディズニーリゾート限定販売品
東京ディズニーリゾート（TDR）でのみ購入できる製品。それぞれ、東京ディズニーランド（TDL）限定、東京ディズニーシー（TDS）限定があるが、TDR内の商業施設ボン・ヴォヤージュではどちらも購入可能である。

### ユニバーサル・スタジオ・ジャパン限定販売品
ユニバーサル・スタジオ・ジャパン（USJ）でのみ購入できる製品。

### nanoblockでつくる日本の世界遺産
朝日新聞出版 が出版する分冊百科（2019年1月8日創刊）

### その他の限定販売品

#### ドラゴンクエストシリーズ
株式会社スクウェア・エニックスより発売

### 非売品
販促のキャンペーン等で配布された非売品、もしくは付録。

### ナノブロックミュージアム 付属品
阪急コミュニケーションズ出版の、公式ガイドブックであるナノブロックミュージアム（nanoblock Museum）に付属している、特別限定ナノブロック。

### 室町スピード印刷グリーティングカード 付属品
年賀状デザインメーカーである室町スピード印刷とコラボレーションして発売された、ナノブロックを添えて贈れるグリーティングカード。ブロックは専用ハガキに敷き詰められた状態で入っている。

### タカラトミー nanoblock motion
タカラトミーのチョロQとのコラボレーションとして発売。チョロQサイズの小型シャーシにナノブロックで車体をくみ上げ、Blutooth通信によりスマホやタブレットで操作ができる。日本おもちゃ大賞2014ハイターゲット・トイ部門優秀賞受賞。

## ライセンス商品
スピーカー、お風呂スピーカー、腕時計、目覚まし時計、掛け時計、スケジュール帳など、ナノブロックをモチーフにしたライセンス商品も数多く存在する。実際にナノブロックをデコレーションして遊ぶことができる。

## ナノブロックストア（nanoblock store）
ナノブロック専門ストア。ストア限定アイテムや、店内で作成できるコーナーもある。

### 店舗一覧
- 東京ソラマチ店  2011年5月22日開業。ナノブロックストア第1号店となる店舗。東京ソラマチ4F-EastYard-20に立地する。

## ナノブロックアワード（nanoblock AWARD）
一般参加型の作品コンテスト。数種類の部門が用意されており、各部門ごとの規定にあわせてオリジナル作品を写真で投稿する。優秀作品にはnanoblock製品が贈られる。

### 募集部門
- nanoblockのある風景（2010）、nanoblock photo（2011）、PHOTO CONTEST（2013-2014）、フォトコンテスト2014夏（2014/8）
身近な風景の中に置いたnanoblockの写真で競う。オリジナルのナノブロック作品でなくても構わない。2013-2014では、アワードとは別枠で開催。
- Under 200pcs（2010,2011,2012-2013,2013-2014）
200ピースという限られた部品数で作品を作り上げる部門。
- NO LIMIT!（2010）、NO LIMIT!!（2011）、NO LIMIT（2012-2013,2013-2014）
ピース数無制限のオリジナル作品で競われる。
- Something to eat （drink）（2010）
ナノブロックで、食べ物（もしくは、飲み物）を表現する部門。募集期間中に追加された。
- Something to wear（2011）
ナノブロックで、着る物を表現する部門。
- Chinese Zodiac 2013（2011）
2013年の十二支である巳（ヘビ）をテーマにしたオリジナル作品で競う。
- Decoration（2012-2013）
ナノブロック商品や他のものに、ナノブロックを足してデコレーションをする。
- 2014年干支（午）（2013-2014）
NBC-036もしくはNBC-102を組み替えるか、ナノブロックを足して新しい作品を生み出す。